# Saint-Fort-sur-le-Né
Saint-Fort-sur-le-Né ist eine südwestfranzösische Gemeinde mit 380 Einwohnern (Stand 1. Januar 2022) im Département Charente in der Region Nouvelle-Aquitaine; sie gehört zum Arrondissement Cognac und zum Kanton Charente-Champagne.

## Lage
Die Gemeinde liegt 13,5 Kilometer (Fahrtstrecke) südlich der Stadt Cognac in einer Höhe von 25 bis 30 Metern ü. d. M. Der Fluss Né, ein linker Nebenfluss der Charente, bildet die westliche Gemeindegrenze und die Grenze zum Département Charente-Maritime. Die Nachbargemeinden sind Salles-d’Angles (5 Kilometer nordwestlich), Angeac-Champagne (4,5 Kilometer nördlich), Juillac-le-Coq (4,5 Kilometer östlich), Verrières (3,5 Kilometer südöstlich) und Saint-Palais-du-Né (6 Kilometer südöstlich).

## Bevölkerungsentwicklung
| Jahr      | 1968 | 1975 | 1982 | 1990 | 1999 | 2007 | 2016 |
| Einwohner | 464  | 406  | 419  | 402  | 386  | 399  | 365  |

Bei der ersten Volkszählung in Frankreich im Jahre 1793 hatte der Ort 509 Einwohner; danach schwankte die Bevölkerung zwischen 400 und knapp 600 Einwohnern. Auch die Reblauskrise (ca. 1865–1885), die in nahezu allen Weinbauregionen Frankreichs einen deutlichen Rückgang der Bevölkerung zur Folge hatte, wirkte sich kaum aus.

## Wirtschaft
Die Landwirtschaft und vor allem der Weinbau spielten in den Dörfern der Charente immer schon eine wichtige Rolle. Während Getreide, Gemüse und Ölsaaten (Sonnenblumen) vorwiegend für den eigenen Bedarf angebaut wurden, konnte man mit dem Wein- (später auch Branntwein-) Export nach England, Schottland und andere Länder Nordeuropas gutes Geld verdienen, wobei sich allerdings die Weinbauern mit dem geringeren Teil des Verdienstes begnügen mussten. Heute gehört das Südufer der Charente bei Saint-Fort-sur-le-Né zur Lage der Grande Champagne innerhalb des großen Anbaugebiets der Cognac-Weine. Im Ort gibt es eine Destillerie zur Herstellung von Eau de vie, dem klaren Ausgangsprodukt des Cognacs.

## Geschichte
Auf dem Gebiet der Gemeinde steht einer der imposantesten megalithzeitlichen Dolmen im Südwesten Frankreichs. Bruchstücke von gallorömischer Keramik und von Dachziegeln (tuiles) wurden ebenfalls gefunden – eindeutige Indizien für eine Besiedlung in dieser Zeit. Im Mittelalter gehörte das Gebiet der heutigen Gemeinde zur Grundherrschaft der Herren von Ambleville. Im Hundertjährigen Krieg (1337–1453) wurde die Kirche von den Engländern zerstört; über Zerstörungen während der Hugenottenkriege (1562–1598) ist nichts bekannt. In der Zeit der Französischen Revolution hieß der Ort vorübergehend nur Fort-de-Né.

## Sehenswürdigkeiten

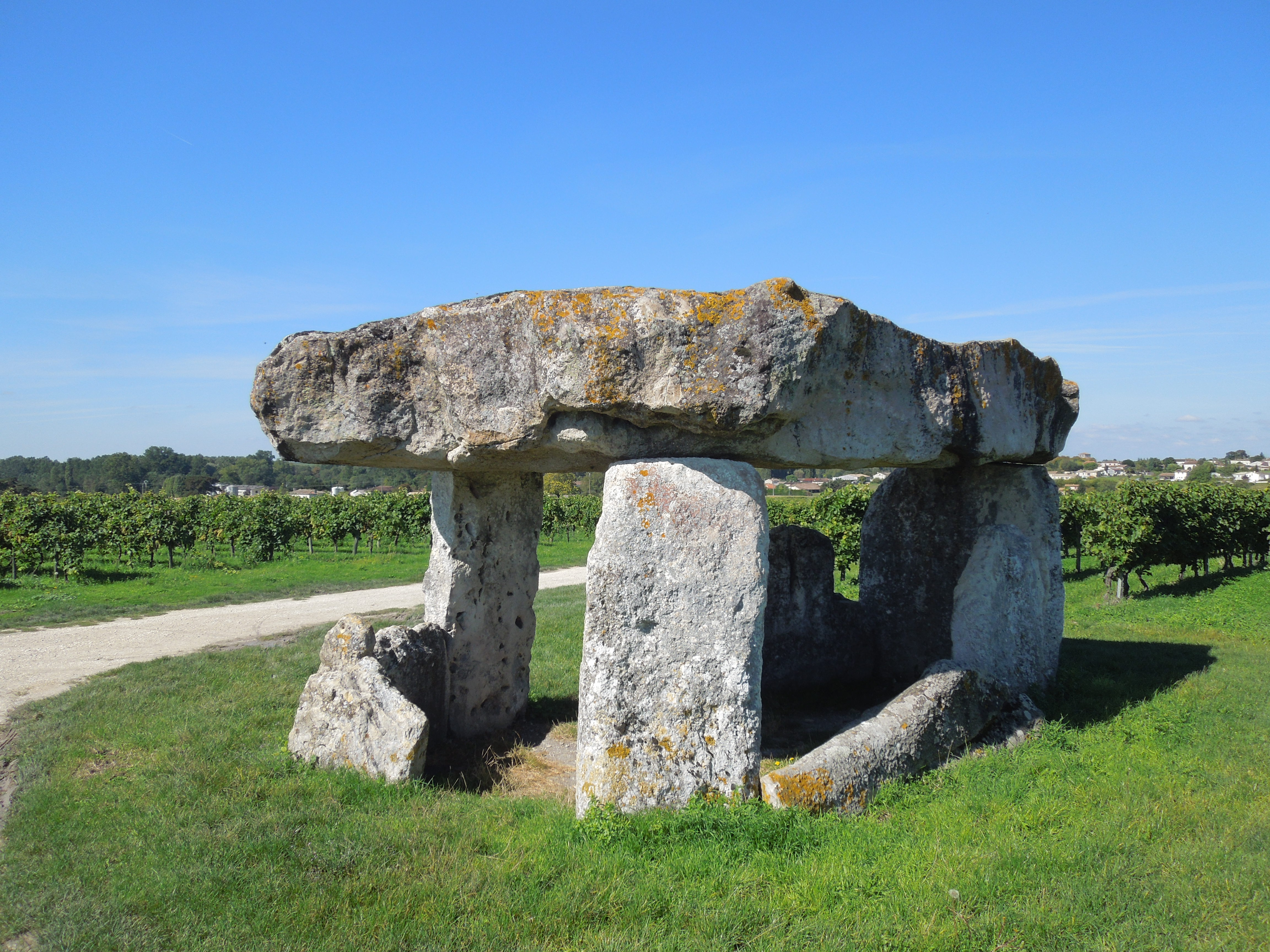
Dolmen de la Pierre-Levée

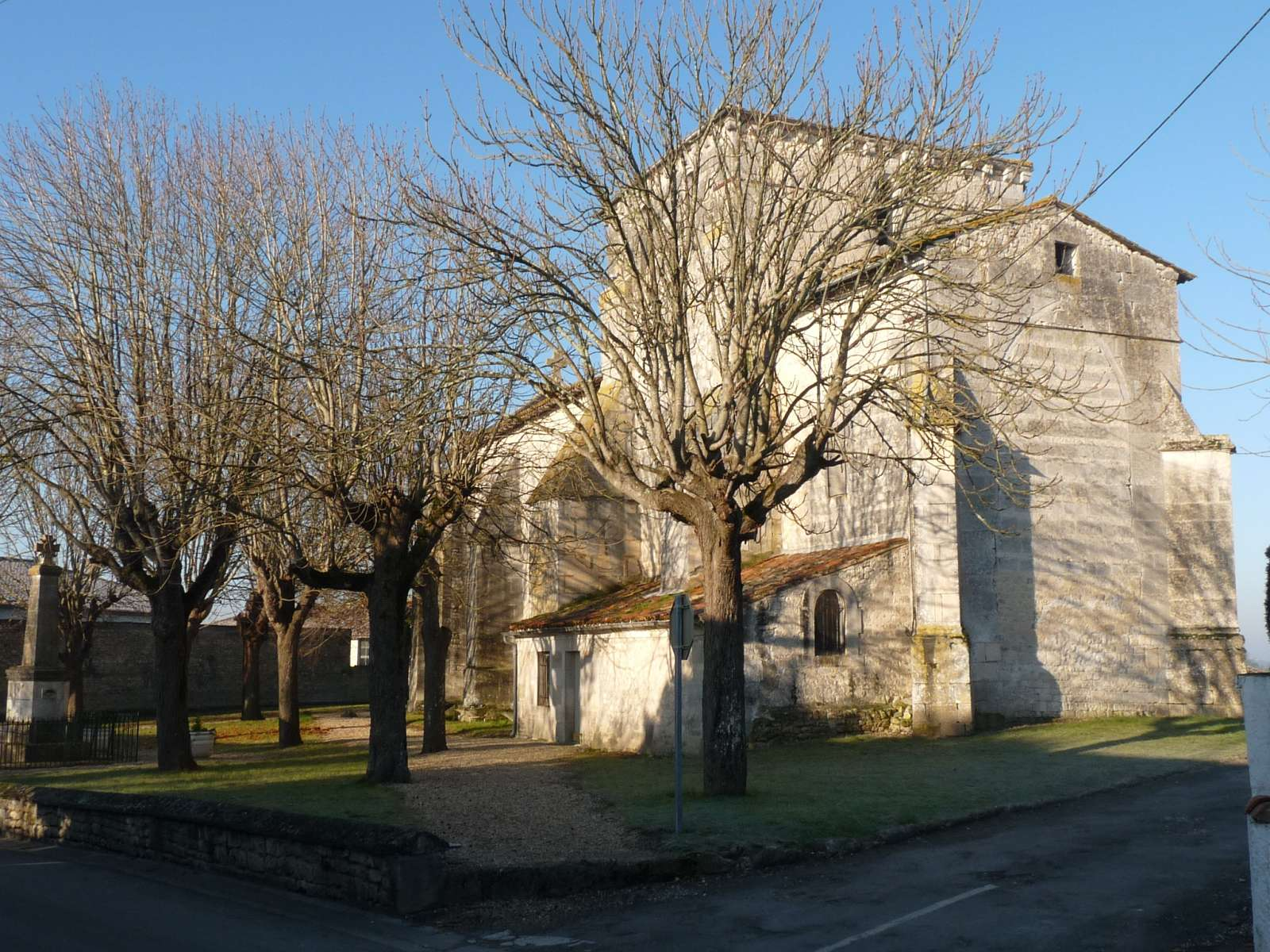
Kirche Saint-Fortunat

- Der megalithzeitliche Dolmen de la Pierre Levée steht südöstlich des Ortes inmitten der Weinhügel; er wird um 3500 v. Chr. datiert. Nur drei der ehemals sechs oder sieben Tragsteine (Orthostaten) tragen das Gewicht der etwa 7,2 Meter langen und etwa 4,7 Meter breiten Deckenplatte, die in einer lichten Höhe von etwa 2,2 Metern über dem Bau zu schweben scheint. Während die Deckplatte weitgehend unbehauen ist, sind die Tragsteine geglättet und rechteckig behauen, so dass sie beinahe lückenlos nebeneinander gesetzt werden konnten. Die verbleibenden Lücken zwischen und oberhalb der Orthostaten waren mit Bruchsteinen ausgefüllt; möglicherweise war der gesamte Bau von einem Grabhügel bedeckt, der im Lauf der Zeit abgetragen wurde. Der Dolmen ist seit dem Jahr 1983 in die Liste der Monuments historiques eingetragen.[1][2]
- Die romanische Pfarrkirche Saint-Fortunat (bzw. Saint-Fort) stammt aus dem 12. Jahrhundert. Im 15. Jahrhundert wurde die Kirche – wie es heißt durch die Engländer – zerstört; beim Wiederaufbau wurde ein Rippengewölbe eingezogen und der Bau durch mächtige Strebepfeiler stabilisiert. Im 19. Jahrhundert wurde der Kirchenbau grundlegend überarbeitet – dabei wurde die Westfassade erneuert. Das einschiffige, beinahe spartanisch wirkende Innere hat einen flachen, apsislosen Chorschluss, der von einem barocken Altarretabel verstellt ist. Die Kirche ist seit 1991 als Monument historique anerkannt.[3][4]
- Die Chapelle de Renorville ist eine nördlich des Ortes gelegene, halbverfallene Grabkapelle oberhalb einer Krypta aus dem 19. Jahrhundert.